# 杉野圭志
杉野 圭志（すぎの けいし、1972年 - ）は、日本の小説家、俳優、脚本家。愛媛県松山市出身。別名義はジョーク松山、松山帖句。

## 経歴・人物
富良野塾15期生。富良野塾OBにより結成された演劇ユニットイレブン☆ナイン旗揚メンバー。第15回坊っちゃん文学賞でショートショート部門子規・漱石特別賞を受賞。第31回ゆきのまち幻想文学賞にて佳作。

## 作品リスト

### 単行本
- 『はるのうた』（学研プラス、「夢三十夜（５分後の隣のシリーズ）」、2021年6月）
- 『夢見堂』（学研プラス、「夢三十夜（５分後の隣のシリーズ）」、2021年6月）

## 出演

### 映画
- 「waiting for…」（蓑輪俊介監督）、2009

### テレビ
- 「Dr.コトー診療所」（CX ドラマ 出演）、2003
- 「実録!?」（HTB バラエティ 出演）、2012
- 「5分でわかるyukkyの世界名作小説」（NHK-Eテレ バラエティ 声の出演）、2013

### CM
- 北洋銀行(ナレーション)
- きのとや(ナレーション)

### ラジオドラマ
- NHK FMシアター「R36」（辻役）、2014

### 舞台
- 2001.05 「EASY　LIAR！」
- 2004.06 「天国への会談」
- 2005.07 「エンギデモナイ」
- 2006.02 「やんなるくらい自己嫌悪」
- 2006.11 「イージー☆ライアー」
- 2007.11 「あっちこっち佐藤さん」
- 2008.10 「サイレンとサイレント」
- 2009.08 「唯、優しさを織りこんでキミの修復」
- 2011.03 「死体とお肉とウンコの話」
- 2011.08 「俺はジャッジャー！」※教文演劇フェス短編演劇祭2年連続優勝
- 2011.11 「プラセボ／アレルギー」
- 2012.02 「オッツカッツ」※劇王IX第9代劇王決定戦参加
- 2012.06 「天国への会談」
- 2012.08 「架空のイキモノ」※教文演劇フェス短編演劇祭3年連続優勝
- 2012.12 「サクラダファミリー」
- 2013.02 「紙風船」
- 2013.08 「にせんえん」※教文演劇フェス短編演劇祭
- 2013.08 「エンギデモナイ」